# Каливец (деревня)
Каливец — деревня в Борском сельском поселении Тихвинского района Ленинградской области.

## История
Деревня Каливец упоминается на «Специальной карте западной части России» Ф. Ф. Шуберта 1844 года.

КАЛИВЕЦ — деревня Дубровского общества, Пашекожельского прихода. 

Крестьянских дворов — 9. Строений — 18, в том числе жилых — 13. 

Число жителей по семейным спискам 1879 г.: 18 м. п., 25 ж. п.; по приходским сведениям 1879 г.: 22 м. п., 31 ж. п.

В конце XIX века деревня относилась к Новинской волости 2-го стана, в начале XX века — к Новинской волости 1-го земского участка 1-го стана Тихвинского уезда Новгородской губернии.

КАЛИВЕЦ — деревня Дубровского общества, дворов — 13, жилых домов — 16, число жителей: 41 м. п., 39 ж. п. 

Занятия жителей — земледелие, лесные заработки. Река Паша. Кузница. (1910 год)

С 1917 по 1918 год деревня Каливец входила в состав Новинской волости Тихвинского уезда Новгородской губернии.
С 1918 года в составе Череповецкой губернии.
С 1924 года в составе Прогальской волости.
С 1927 года в составе Сарожского сельсовета Тихвинского района.
В 1928 году население деревни Каливец составляло 107 человек.

Деревня Каливец на карте 1932 года

Согласно карте Ленинградской области Северо-западного аэрогеодезического треста ГГУ издания 1932 года деревня насчитывала 12 крестьянских дворов.
По данным 1933 года деревня Каливец входила в состав Сарожского сельсовета.
В 1958 году население деревни Каливец составляло 54 человека.
С 1965 года в составе Шомушского сельсовета.
По данным 1966 и 1973 годов деревня Каливец также входила в состав Шомушского сельсовета.
По данным 1990 года деревня Каливец входила в состав Борского сельсовета.
В 1997 году в деревне Каливец Борской волости проживали 16 человек, в 2002 году — 19 (все русские).
В 2007 году в деревне Каливец Борского СП проживали 13 человек, в 2010 году — 14.

## География
Деревня расположена в центральной части района на автодороге 41А-009 (Лодейное Поле — Тихвин — Чудово).
Расстояние до административного центра поселения — 11 км.
Расстояние до ближайшей железнодорожной станции Тихвин — 26 км.
Деревня находится на левом берегу реки Паша.

## Демография
| 1879 | 1910 | 1928 | 1958 | 1997 | 2002 | 2007 |
| ---- | ---- | ---- | ---- | ---- | ---- | ---- |
| 43   | ↗80  | ↗107 | ↘54  | ↘16  | ↗19  | ↘13  |
| 2010 | 2017 |      |      |      |      |      |
| ↗14  | ↗28  |      |      |      |      |      |

### Национальный состав
Согласно данным Всероссийской переписи населения 2002 года в деревне проживали 19 человек, все русские.
Согласно данным Всероссийской переписи населения 2021 года в деревне проживали 26 человек, все русские.